# 김도완 (야구 선수)
김도완(金道完, 1971년 10월 27일 ~ )은 전 KBO 리그 LG 트윈스의 투수인데 입단 초기 방위복무를 하느라 경기에 나서지 못했고 경제난의 여파에 따라 1997년을 끝으로 방출되어 그대로 은퇴했다. 은퇴 후 모교인 경희대학교 감독을 역임하고 있다.

## 경 력
- 경희대학교 야구부 감독
- 인상고등학교 야구부 코치

## 출신 학교
- 성남고등학교
- 경희대학교

1. ↑  이영만 특파원 (1996년 3월 5일). “프로야구 잊혀진 투수 김도완「부활의 봄」”. 경향신문. 2024년 5월 13일에 확인함.
2. ↑  고석태 (1997년 12월 5일). “‘자율훈련’여유만만연봉협상 최대 난제”. 조선일보. 2024년 5월 13일에 확인함.